# Regiunea Autonomă a Atlanticului de Nord
Regiunea Autonomă a Atlanticului de Nord este una dintre cele 17  unități administrativ-teritoriale de gradul I  ale statului  Nicaragua. Are o populație de 314.130 locuitori (2005). Reședința sa este orașul Puerto Cabezas.